# Thomas Dean
Thomas (Tom) Dean (2 mei 2000) is een Britse zwemmer. Hij vertegenwoordigde zijn vaderland op de Olympische Zomerspelen 2020 in Tokio.

## Carrière
Bij zijn internationale debuut, op de Europese kampioenschappen zwemmen 2018 in Glasgow, strandde Dean in de series van zowel de 200 als de 400 meter wisselslag. Op de 4×200 meter vrije slag veroverde hij samen met Callum Jarvis, Duncan Scott en James Guy de Europese titel. 
Tijdens de wereldkampioenschappen zwemmen 2019 in Gwangju werd hij uitgeschakeld in de halve finales van de 200 meter wisselslag. Samen met Duncan Scott, Callum Jarvis en James Guy eindigde hij als vijfde op de 4×200 meter vrije slag. Op de Europese kampioenschappen kortebaanzwemmen 2019 in Glasgow behaalde de Brit de zilveren medaille op de 400 meter vrije slag, daarnaast strandde hij in de series van zowel de 200 meter vrije slag als de 100 en 200 meter wisselslag.
In Boedapest nam Dean deel aan de Europese kampioenschappen zwemmen 2020. Op dit toernooi sleepte hij de bronzen medaille in de wacht op de 200 meter vrije slag, op de 100 meter vrije slag eindigde hij op de zevende plaats. Op zowel de 4×100 als de 4×200 meter vrije slag legde hij samen met Matthew Richards, James Guy en Duncan Scott beslag op de zilveren medaille. Samen met Duncan Scott, Anna Hopkin en Freya Anderson veroverde hij de Europese titel op de gemengde 4×100 meter vrije slag, op de gemengde 4×200 meter vrije slag werd hij samen met James Guy, Abbie Wood en Freya Anderson Europees kampioen. Samen met Joe Litchfield, James Wilby en Duncan Scott zwom hij in de series van de 4×100 meter wisselslag, in de finale behaalde Scott samen met Luke Greenbank, Adam Peaty en James Guy de Europese titel. Voor zijn aandeel in de series werd Dean beloond met de gouden medaille. Tijdens de Olympische Zomerspelen van 2020 in Tokio sleepte hij de gouden medaille in de wacht op de 200 meter vrije slag, Op de 4×200 meter vrije slag legde hij samen met James Guy, Matthew Richards en Duncan Scott beslag op de gouden medaille.

## Internationale toernooien
| Jaar | Olympische Spelen                         | WK langebaan                              | WK kortebaan                              | EK langebaan | EK kortebaan                                                                          | Gemenebestspelen                          |
| ---- | ----------------------------------------- | ----------------------------------------- | ----------------------------------------- | --- | ------------------------------------------------------------------------------------- | ----------------------------------------- |
| 2018 |                                           |                                           | geen deelname                             | serie 200m wisselslag · 15e 400m wisselslag · 4×200m vrije slag |                                                                                       | geen deelname                             |
| 2019 |                                           | 11e 200m wisselslag 5e 4×200m vrije slag  |                                           | | serie 200m vrije slag · 400m vrije slag · 20e 100m wisselslag · serie 200m wisselslag |                                           |
| 2020 | Geen toernooien vanwege de coronapandemie | Geen toernooien vanwege de coronapandemie | Geen toernooien vanwege de coronapandemie | Geen toernooien vanwege de coronapandemie | Geen toernooien vanwege de coronapandemie                                             | Geen toernooien vanwege de coronapandemie |
| 2021 | 200m vrije slag · 4×200m vrije slag       |                                           | 13-18 december                            | 7e 100m vrije slag · 200m vrije slag · 4×100m vrije slag · 4×200m vrije slag · 4×100m wisselslag · Dean zwom enkel de series · 4×100m vrije slag gemengd · 4×200m vrije slag gemengd | 2-7 november                                                                          |                                           |

## Persoonlijke records
Bijgewerkt tot en met 27 juli 2021
Kortebaan
| Afstand         | Tijd    | Datum            | Plaats    |
| --------------- | ------- | ---------------- | --------- |
| 100m vrije slag | 48,29   | 3 november 2019  | Street    |
| 200m vrije slag | 1.42,33 | 14 december 2019 | Edinburgh |
| 400m vrije slag | 3.36,56 | 21 november 2020 | Boedapest |
| 100m wisselslag | 53,66   | 7 december 2019  | Glasgow   |
| 200m wisselslag | 1.54,32 | 15 december 2019 | Edinburgh |
| 400m wisselslag | 4.02,53 | 22 november 2020 | Boedapest |

Langebaan
| Afstand         | Tijd    | Datum         | Plaats    |
| --------------- | ------- | ------------- | --------- |
| 100m vrije slag | 48,30   | 19 mei 2021   | Boedapest |
| 200m vrije slag | 1.44,22 | 27 juli 2021  | Tokio     |
| 400m vrije slag | 3.47,48 | 14 april 2021 | Londen    |
| 200m wisselslag | 1.58,34 | 24 juli 2019  | Gwangju   |
| 400m wisselslag | 4.18,07 | 8 juli 2018   | Helsinki  |